# Gilbert Adair
Pour les articles homonymes, voir Adair.
Gilbert Adair, né le 29 décembre 1944 et mort le 8 décembre 2011, est un romancier, poète, critique de cinéma et journaliste écossais,.
Il est surtout célèbre pour sa traduction « diabolique » du roman postmoderne de Georges Perec La Disparition, dans lequel la lettre e n'est pas utilisée, mais est plus largement connu pour les films adaptés de ses romans, notamment Amour et mort à Long Island (Love and Death on Long Island, 1997) et Innocents: The Dreamers (2003).

## Biographie
Adair naît à Édimbourg puis, de 1968 à 1980, il vit à Paris. Ses premières œuvres de fiction comprennent Alice Through the Needle's Eye — d'après Les Aventures d'Alice au pays des merveilles (Alice's Adventures in Wonderland) et De l'autre côté du miroir (Through the Looking-Glass — et Peter Pan and the Only Children — d'après Peter et Wendy. Il remporte le prix du premier roman de l'Author's Club en 1988 pour son roman Les Saints Innocents. De 1992 à 1996, il écrit la rubrique "Scrutiny" pour le Sunday Times. En 1998 et 1999, il est le critique de cinéma en chef de The Independent on Sunday, où en 1999 il écrit également pendant une année la chronique intitulée The Guillotine".
En 1995, il remporte le prix de traduction Scott Moncrieff pour son livre A Void, qui est une traduction du livre français La Disparition de Georges Perec. Le livre original ne contient aucune instance de la lettre « e » et Adair le traduit avec la même limitation. Ses travaux sont comparés à ceux de Julian Barnes, A.S. Byatt et Patrick Gale. Son livre Flickers: A History of the Cinema in 100 Images est louangé par David Foster Wallace.
Le film Amour et mort à Long Island (Love and Death on Long Island, 1997), réalisé par Richard Kwietniowski, est basé sur son roman du même nom de 1990. Il écrit le scénario du film Innocents: The Dreamers (2003) réalisé par Bernardo Bertolucci. Ce scénario est basé sur son livre The Holy Innocents, qu'Adair révise et réédite sous le même titre que le film. Adair collabore aux scénarios de plusieurs films de Raúl Ruiz, Le Territoire (1981), Klimt (2006) et A Closed Book (2010).
Adair est gay, mais n'en parle rarement, ne souhaitant pas être étiqueté. « De toute évidence, il y a des thèmes gays dans beaucoup de mes romans », déclare-t-il dans une interview peu avant sa mort, « mais je ne serais vraiment pas content d'être considéré comme un "écrivain gay"... Être gay n'a pas défini ma vie. ». À la fin de sa vie, il vit à Londres. Il meurt d'une hémorragie cérébrale le 8 décembre 2011, à l'âge de 66 ans, treize mois après avoir été victime d'un accident vasculaire cérébral qui l'a rendu aveugle. Il écrivait une version scénique de Love and Death on Long Island, qui était développée par les producteurs New Gods and Heroes, au moment de sa mort.

### Fiction
- Alice Through the Needle's Eye (1984)
- Peter Pan and the Only Children (1987)
- The Holy Innocents (1988) – lauréat du Author's Club First Novel Award, une histoire d’obsession sexuelle sur fond des émeutes de Paris de 1968.
- Love and Death on Long Island (1990)
- The Death of the Author (1992) – une satire noire de culte théorique contemporain et un mystère de meurtre métaphysique
- The Key of the Tower (1997)
- A Closed Book (1999) – un thriller littéraire sur un romancier primé laissé aveugle après un grave accident de voiture.
- Buenas Noches, Buenos Aires (2003) – l’histoire de Gideon, un jeune Anglais dans les années 1980 à Paris, au bord de la découverte sexuelle
- The Dreamers (2003) - la version révisée de son roman de 1988, The Holy Innocents.

#### Trilogie Evadne Mount
1. The Act of Roger Murgatroyd (2006) – un meurtre mystérieux dans les années 1930 sur Dartmoor
2. A Mysterious Affair of Style (2007)
3. And Then There Was No One (2009)

### Non-fiction
- A Night at the Pictures: Ten Decades of British Film (avec Nick Roddick), Bromley (Kent), Columbus Books, British Film Year, 1985, 144 p.
- Myths & Memories (1986)
- Hollywood's Vietnam (1981)
- The Postmodernist Always Rings Twice (1992)
- Wonder Tales: Six French Stories of Enchantment (éditeur avec Marina Warner) (1995)
- Flickers: An Illustrated Celebration of 100 Years of Cinema (1995)
- Surfing the Zeitgeist (1997; une anthologie de ses chroniques "Scruter" du Sunday Times)
- Movies (editor) (1999)
- The Real Tadzio (2001) – une biographie du garçon (Baron Władysław Moes) qui a inspiré le personnage de Tadzio dans le roman La Mort à Venise de Thomas Mann.

### Scénario
- Innocents: The Dreamers (2003) - l'adaptation cinématographique de son roman The Holy Innocents (1988).

### Traductions
- Lettres de François Truffaut (1990) (également éditeur)
- A Void de Georges Perec (1994) — lauréat du prix de traduction Scott Moncrieff
- Zazie dans le métro de Raymond Queneau (2000) (introduction)

## Distinctions
- (en) Gilbert Adair: Awards, sur l'Internet Movie Database